# فلیکس فن لوشان

نقشهٔ پراکندگی رنگ پوست انسان برپایهٔ مقیاس کروماتیک فن لوشان

فلیکس ریتر فن لوشان(به آلمانی: Felix Ritter von Luschan)(زادهٔ ۱۱ اوت ۱۸۵۴- مرگ ۷ فوریه ۱۹۲۴) پزشک، کاوش‌گر، مردم‌شناس، باستان‌شناس و قوم‌نگار اتریشی بود. یکی از برجسته‌ترین کارهای او تنظیم مقیاس کروماتیک فن لوشان در زمینهٔ طبقه‌بندی رنگ پوست انسان بود.

## زندگی
وی فرزند یک وکیل و زادهٔ هولابرون در نیدراسترایش بود. او در دانشگاه وین پزشکی خواند و در پاریس مردم‌شناسی با تمرکز بر جمجمه‌سنجی. در ۱۸۷۸ دکترایش را گرفت و در لشکرکشی امپراتوری اتریش-مجار به بوسنی و هرزگوین عضو ارتش امپراتوری بود. در این زمان به همراه آرتور ایوانس باستان‌شناس بریتانیایی به دالماتیا، مونته‌نگرو و آلبانی سفرنمود. در ۱۸۸۰ به وین رفت و به پزشکی پرداخت و دو سال پس از آن ازدواج نمود. در ۱۸۸۶ به خدمت موزه نژادشناسی برلین درآمد. در آینده او صاحب کرسی مردم‌شناسی دانشگاه هومبولت برلین گردید.
او در ۱۹۰۸ به جامعه بهداشت نژادی آلمان پیوست. او نژادگرایی علمی را ردمی‌کرد و بر برابری نژادی پای‌می‌فشرد.
او در کاوش‌های باستان‌شناسی در لوکیا در جنوب آناتولی، رودس، کوه نمرود، کوماژن و مناطق تمدنی هیتی‌ها نیز مشارکت‌هایی داشت.